# Brasilianische Badmintonmeisterschaft 2006
Die Brasilianische Badmintonmeisterschaft 2006 fand im November 2006 statt.

## Medaillengewinner
| Disziplin    | Gold                         | Silber                        | Bronze                              |
| ------------ | ---------------------------- | ----------------------------- | ----------------------------------- |
| Herreneinzel | Paulo von Scala              | Guilherme Pardo               | Lucas Araújo                        |
| Herreneinzel | Paulo von Scala              | Guilherme Pardo               | Hugo Arthuso                        |
| Dameneinzel  | Renata Faustino              | Mariana Arimori               | Paula Pereira                       |
| Dameneinzel  | Renata Faustino              | Mariana Arimori               | Fabiana Silva                       |
| Herrendoppel | Lucas Araújo Paulo von Scala | Guilherme Pardo Hugo Arthuso  | Caio Pupo Michel Astolfi            |
| Herrendoppel | Lucas Araújo Paulo von Scala | Guilherme Pardo Hugo Arthuso  | Fernando Bosco Luís Cereda          |
| Damendoppel  | Paula Pereira Thayse Cruz    | Fabiana Silva Mariana Arimori | Lay Ann Lie Lay Shee Lie            |
| Damendoppel  | Paula Pereira Thayse Cruz    | Fabiana Silva Mariana Arimori | Ana Carla Zierke Jaqueline Kaestner |
| Mixed        | Hugo Arthuso Lay Ann Lie     | Luís Martin Thayse Cruz       | Thomás Moretti Lay Shee Lie         |
| Mixed        | Hugo Arthuso Lay Ann Lie     | Luís Martin Thayse Cruz       | Lucas Araújo Yasmin Cury            |